# Kruis van Pribina
Het Kruis van Pribina (Slowaaks: "Pribinov kríž") is een moderne, in 1994 ingestelde,  onderscheiding van Slowakije. De orde is de opvolger van de in 1945 afgeschafte Orde van Prins Pribina; beide zijn naar de middeleeuwse Slavische vorst Pribina genoemd. 
Het Kruis van Pribina (Pribinov kríž) en het Kruis van M. R. Štefánik (Kríž Milana Rastislava Štefánika)
zijn met hun grootlinten en commandeurslinten ridderorden in alles behalve de naam.

## Eretekens
| 1e klasse | 2e klasse | 3e klasse |
| --------- | --------- | --------- |
|           |           |           |